# 隘丁
隘丁，是臺灣宜蘭縣蘇澳鎮的一個傳統地域名稱，位於該鎮北半葉的中部偏北。相較於今日行政區，其範圍大致與隘丁里相近。

## 歷史
台灣清治末期，隘丁地區為一街庄，稱為「隘丁庄」，隸屬於利澤簡堡。該庄東與港口庄為鄰，南邊及西邊南段為糞箕湖庄，西北邊為新城庄，北邊東段為馬賽庄，東北邊一小段與功勞埔庄為界。
1901年（日明治三十四年）11月，該庄隸屬於宜蘭廳，編入第十三區。1905年（明治三十八年）7月，該區改名為「利澤簡區」。1920年（大正九年），該庄改制為「隘丁」大字，隸屬於臺北州蘇澳郡蘇澳庄。1933年，蘇澳庄升格為蘇澳街。
戰後蘇澳街改制為蘇澳鎮，隸屬於臺北縣，大字亦改制為里。1950年10月，北、基、宜分治，蘇澳鎮改隸屬於宜蘭縣。

## 聚落
本地區發展較早的聚落為隘丁，在日治期初期的官方地圖上已有記載。此外，本地區尚有田心聚落。

## 交通
省道台2戊線（大同路、仁愛路、忠孝路）是五結鄉新店至聖湖的幹道，大致以縱向轉西北—東南走向再轉縱向經過隘丁地區。由該道路向北可前往馬賽、猴猴、成興、利澤簡並止於其東北部邊界處省道台2線本線路口，向南可前往糞箕湖並止於蘇澳國中前省道台9線路口。
鄉道宜42線（新馬路、大同路、隘界路）是新城至嶺腳的道路，大致以西偏南—東偏北走向由本地區東北部的西側邊界入境，至省道台2戊線轉北與其共線，至隘界路路口轉東偏南獨行，至田心聚落附近出境。由該道路向西偏南可前往新城並止於台鐵新馬車站西北側，向東偏南轉東偏北可前往港口聚落，再轉南南東再轉東南可前往岳明新村並止於其東南側。